# Jacqueline Jensen-Vallin
Jacqueline Ann Jensen-Vallin est une mathématicienne et universitaire américaine. Elle est professeure agrégée de mathématiques à l'université Lamar, à Beaumont, dans le Texas.

## Biographie
Jacqueline Jensen-Vallin commence ses études à l'université du Connecticut à Storrs, où elle obtient un double diplôme de mathématiques et de psychologie en 1995. Elle poursuit ses études à l'université de l'Oregon à Eugene, et obtient un master en mathématiques en 1998, et soutient en 2002 une thèse en géométrie algébrique, intitulée Finding {\displaystyle \pi _{2}}-Generators for Exotic Homotopy Types of Two-Complexes, sous la direction de Michael Dyer,. 
Pendant ses études de doctorat, elle est assistante à l'université de l'Oregon. Elle est maître de conférences puis professeure agrégée après son doctorat à l'université d'État Sam Houston de 2002 à 2012. Elle enseigne également à Slippery Rock University de 2010 à 2014. Elle rejoint ensuite l'université Lamar, où elle est professeure agrégée depuis 2014.

## Activités scientifiques et éditoriales
Ses intérêts de recherche incluent la théorie combinatoire des groupes, la topologie en basses dimensions et la théorie des nœuds. Elle mène des recherches en enseignement des mathématiques et s'intéresse à l'histoire des femmes en mathématiques. 
Elle est rédactrice en chef de MAA FOCUS, le bulletin de la Mathematical Association of America (MAA) et gouverneure de la section texane de cette association depuis 2016.
Jacqueline Jensen-Vallin est co-directrice du livre Women in Mathematics: Celebrating the Centennial of the Mathematical Association of America, rédigée avec Janet Beery, Sarah J. Greenwald et Maura Mast en 2017. Cet ouvrage, publié à l'occasion du centenaire de la Mathematical Association of America, vise à mettre en lumière « les contributions, les réalisations et les progrès effectués par les mathématiciennes durant ces cent dernières années. »

## Prix et distinctions
- 2008 : prix Henry L. Alder pour l'enseignement distingué par un jeune membre du corps professoral de mathématiques d'université ou d'université[6]
- 2018 : prix de service décerné par l'Association for Women in Mathematics[1],[7]

## Publications
- (co-dir.) Women in Mathematics: Celebrating the Centennial of the Mathematical Association of America, Springer, 2017, coll. « Association for Women in Mathematics Series », 405 p. (ISBN 3319883038).